# Mark Rolston

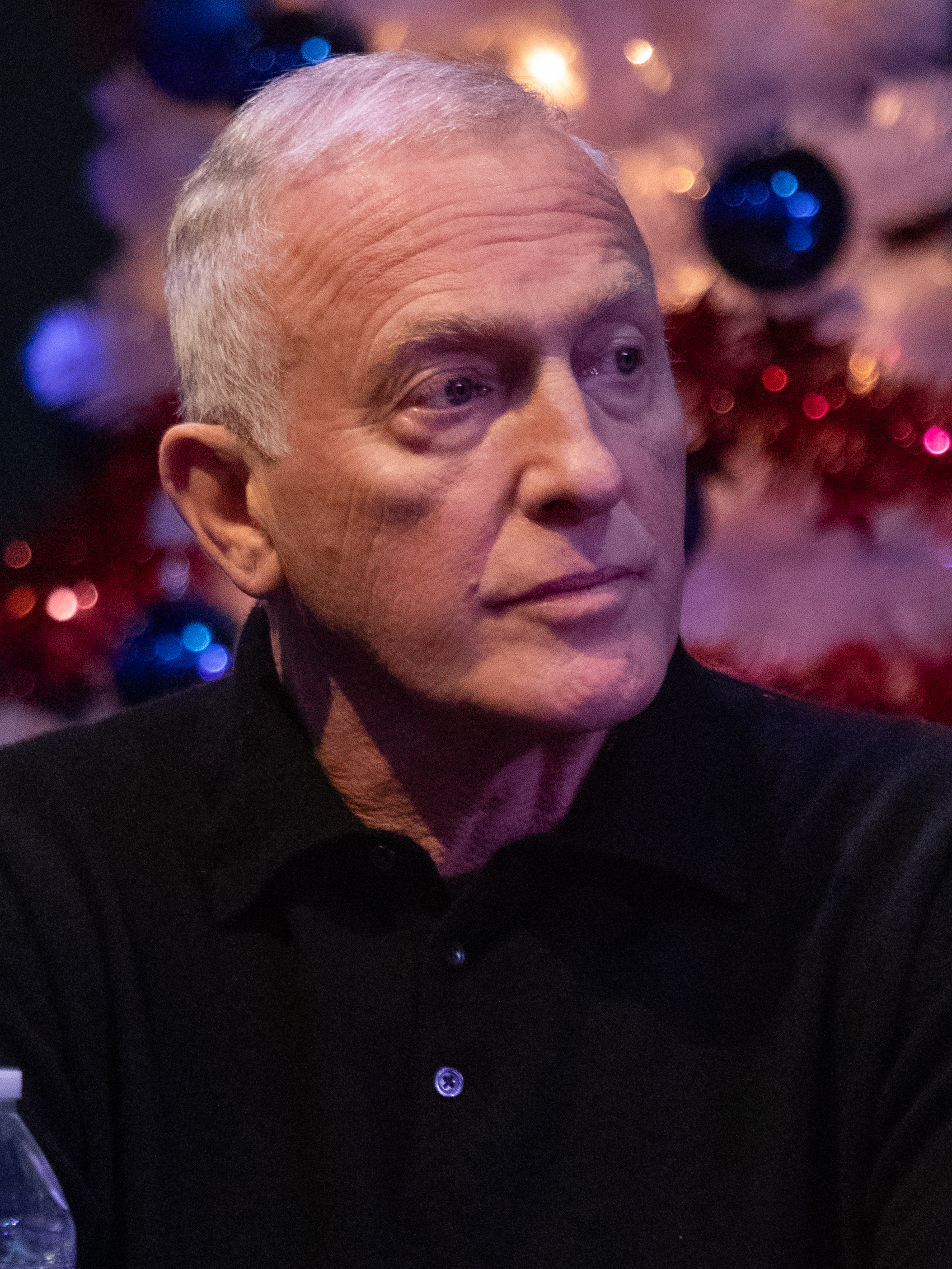
Mark Rolston (2023)

Mark Rolston (* 7. Dezember 1956 in Baltimore, Maryland) ist ein US-amerikanischer Film- und Theaterschauspieler.

## Leben
Mit neun Jahren wusste Rolston, dass er Schauspieler werden wollte. Dennoch machte er zunächst die Schule (Bethesda Chevy Chase High School) fertig, ehe er beschloss, in Europa seinen Traum zu verwirklichen. Fünf Schauspielschulen wollten ihn aufnehmen, von denen sich Rolston für das Drama Centre London entschied. Fünf Jahre besuchte er die renommierte Einrichtung. Danach begann er, für ein Jahr in einer amerikanischen Theatergruppe durch die Staaten zu touren. Mit dem Charakter des Richard II. begann auch in Amerika Rolstons Bekanntheitsgrad zuzunehmen. Sein Filmdebüt gab er 1984 in der Miniserie Master of the Game. Sein Schaffen umfasst mehr als 150 Film- und Fernsehproduktionen. Zu seinen bekanntesten Rollen zählen die des ‚Private M. Drake‘ in Aliens – Die Rückkehr (1986), ‚Hans‘ in Brennpunkt L.A. (1989), ‚Stef‘ in RoboCop 2 (1990), ‚Bogs Diamond‘ in Die Verurteilten (1994) und ‚J. Scar‘ in Eraser (1996).
2015 spielte er im Videospiel Battlefield Hardline die Charakterfigur ‚Neil Roark‘.
Seit 1990 ist er mit Georgina O’Farrell verheiratet. Das Paar hat drei Kinder (Söhne Adam und Aslan sowie Tochter Isabell).

## Filmografie (Auswahl)
- 1980: Star Fleet (Ekkusu bonbâ, Fernsehserie, Stimme)
- 1984: Master of the Game (Fernsehserie)
- 1986: Aliens – Die Rückkehr (Aliens)
- 1987: Das vierte Protokoll (The Fourth Protocol)
- 1987: Der stählerne Vorhang (Weeds)
- 1988: Martini Ranch – Reach (Musikvideo)
- 1988: Jagdfieber (Steal The Sky, Fernsehfilm)
- 1989: Die Lady ohne Erinnerung (The Lady Forgets, Fernsehfilm)
- 1989: Brennpunkt L.A. (Lethal Weapon II)
- 1989: Camp der verlorenen Teufel (Survival Quest)
- 1989: Jessica und das Rentier (Prancer)
- 1989: Perry Mason: The Case of the Lethal Lesson (Fernsehfilm)
- 1990: RoboCop 2
- 1992–1995: Mord ist ihr Hobby (Murder, She Wrote, Fernsehserie, 4 Folgen)
- 1993: Body of Evidence
- 1993: Mord aus Überzeugung (The Conviction of Kitty Dodds)
- 1994: Diagnose: Mord (Diagnosis Murder, Fernsehserie, eine Folge)
- 1994: Raumschiff Enterprise – Das nächste Jahrhundert (Star Trek: The Next Generation, Fernsehserie, Folge 7x18)
- 1994; 2000: Akte X – Die unheimlichen Fälle des FBI (The X-Files, Fernsehserie, 2 Folgen)
- 1994: Die Verurteilten (The Shawshank Redemption)
- 1994: Babylon 5 (Fernsehserie, Folge 1x21)
- 1995: Best of the Best 3 – No Turning Back
- 1996: Das Grauen aus der Tiefe (Humanoids from the Deep)
- 1996: Eraser
- 1996: Daylight
- 1998: Hard Rain
- 1998: Letters from a Killer
- 1998: Rush Hour
- 1998–1999: Profiler (Fernsehserie, 7 Folgen)
- 1999: Verführerische Falle (A Table for One)
- 1999: New York – Der jüngste Tag (Aftershock: Earthquake in New York)
- 2001: Angel – Jäger der Finsternis (Angel, Fernsehserie, eine Folge)
- 2002: Highway
- 2003: Star Trek: Enterprise (Enterprise, Fernsehserie, Folge 2x17)
- 2005: Criminal Minds (Fernsehserie, eine Folge)
- 2006: Departed – Unter Feinden (The Departed)
- 2007: Cold Case – Kein Opfer ist je vergessen (Cold Case, Fernsehserie, 4 Folgen)
- 2008: Supernatural (Fernsehserie, 2 Folgen)
- 2008: The Mentalist (Fernsehserie, Folge 1x08)
- 2008: Saw V
- 2009: Not Forgotten – Du sollst nicht vergessen (Not Forgotten)
- 2009: Saw VI
- 2010–2013: Young Justice (Zeichentrickserie, Stimme)
- 2012: Navy CIS (NCIS, Fernsehserie, 2 Folgen)
- 2013: Crosshairs
- 2013: Zombies: An Undead Road Movie
- 2014: The Studio Club
- 2015: Whitney (Fernsehfilm)
- 2015: Ex-Free
- 2015: Die Jupiter Apokalypse – Flucht in die Zukunft (Earthfall, Fernsehfilm)
- 2015: Relentless Justice
- 2015–2016: Turn: Washington’s Spies (Fernsehserie, 7 Folgen)
- 2016: Tell Me How I Die
- 2017: Gangster Land (In the Absence of Good Men)
- 2018–2019: Bosch (Fernsehserie, 6 Folgen)
- 2019: Midway – Für die Freiheit (Midway)
- 2020: Hawaii Five-0 (Fernsehserie, Folge 10x14)
- 2023: Ahsoka (Fernsehserie, Folge 1x01)

## Videospiele
- 1997: Blade Runner (Clovis / Transient Synchronisation)
- 2000: Nox (Warlord Horrendous / Guard 1 / Townsman 3 Synchronisation)
- 2008: Turok (Cole Synchronisation)
- 2009: Daragon Age: Origins (Synchronisation)
- 2012: Halo 4 (Del Rio Synchronisation)
- 2013: Aliens: Colonial Marines (Drake Synchronisation)
- 2013: Injustice: Gods Among Us (Lex Luthor Synchronisation)
- 2013: Batman: Arkham Origins (Deathstroke Synchronisation)
- 2013: Young Justice: Lagacy (Lex Luthor / Blockbuster / Sportsmaster Minion Synchronisation)
- 2014: Skylanders: Trap Team (Synchronisation)
- 2015: Battlefield: Hardline (Neil Roark Synchronisation)
- 2015: Batman: Arkham Knight (Slade Wilson / Deathstroke Synchronisation)
- 2015: Fallout 4 (Porter Gage – Nuka World DLC Synchronisation)
- 2016: Let It Die (Jackal Y Synchronisation)
- 2018: Lego DC Super-Villains (Deathstroke Synchronisation)
- 2018: Marvel’s Spider-Man (Norman Osborn Synchronisation)
- 2019: Tom Clancy’s The Division 2 (President Andrew Ellis Synchronisation)
- 2020: Marvel’s Spider-Man: Miles Morales (Norman Osborn Synchronisation)